# Taça da Liga 2011-2012
La Taça da Liga 2011-2012 è stata la 5ª edizione del torneo. La competizione è iniziata il 31 luglio 2011 e si è conclusa il 14 aprile 2012. Il Benfica si è aggiudicato il trofeo battendo in finale il Gil Vicente per 2-1.

## Primo turno

### Gruppo A
| Pos | Squadra    | G | V | N | P | GF | GS | DG | Pt | Qualificazione               |  | BEL | PEN | TRO | LEI |
| --- | ---------- | - | - | - | - | -- | -- | -- | -- | ---------------------------- |  | --- | --- | --- | --- |
| 1   | Belenenses | 3 | 2 | 1 | 0 | 8  | 4  | +4 | 7  | Avanzamento al secondo turno |  |     |     | 3-1 | 5–3 |
| 2   | Penafiel   | 3 | 0 | 3 | 0 | 2  | 2  | 0  | 3  | Avanzamento al secondo turno |  | 0-0 |     |     |     |
| 3   | Trofense   | 3 | 0 | 2 | 1 | 3  | 5  | -2 | 2  |                              |  |     | 1-1 |     | 1-1 |
| 4   | Leixões    | 3 | 0 | 2 | 1 | 5  | 7  | −2 | 2  |                              |  | 1-1 |     |     |     |

### Gruppo B
| Pos | Squadra     | G | V | N | P | GF | GS | DG | Pt | Qualificazione               |  | SCA | NAV | SCO | ARO |
| --- | ----------- | - | - | - | - | -- | -- | -- | -- | ---------------------------- |  | --- | --- | --- | --- |
| 1   | Santa Clara | 3 | 2 | 1 | 0 | 3  | 1  | +2 | 7  | Avanzamento al secondo turno |  |     | 1-0 |     | 1–1 |
| 2   | Naval       | 3 | 2 | 0 | 1 | 4  | 2  | +2 | 6  | Avanzamento al secondo turno |  |     |     | 2-1 | 2-0 |
| 3   | Covilhã     | 3 | 1 | 0 | 2 | 2  | 3  | -1 | 3  |                              |  | 0-1 |     |     |     |
| 4   | Arouca      | 3 | 0 | 1 | 2 | 1  | 4  | −3 | 1  |                              |  |     | 0-1 |     |     |

### Gruppo C
| Pos | Squadra      | G | V | N | P | GF | GS | DG | Pt | Qualificazione               |  | MOR | PRM | FRM | ATL |
| --- | ------------ | - | - | - | - | -- | -- | -- | -- | ---------------------------- |  | --- | --- | --- | --- |
| 1   | Moreirense   | 3 | 2 | 1 | 0 | 6  | 4  | +2 | 7  | Avanzamento al secondo turno |  |     |     |     | 2–1 |
| 2   | Portimonense | 3 | 1 | 1 | 1 | 6  | 6  | 0  | 4  | Avanzamento al secondo turno |  | 2-3 |     |     | 1-1 |
| 3   | Freamunde    | 3 | 1 | 1 | 1 | 4  | 4  | 0  | 4  |                              |  | 1-1 | 2-3 |     |     |
| 4   | Atlético CP  | 3 | 0 | 1 | 2 | 2  | 4  | −2 | 1  |                              |  |     | 0-1 |     |     |

### Gruppo D
| Pos | Squadra       | G | V | N | P | GF | GS | DG | Pt | Qualificazione               |  | EST | UDM | AVE | OLI |
| --- | ------------- | - | - | - | - | -- | -- | -- | -- | ---------------------------- |  | --- | --- | --- | --- |
| 1   | Estoril Praia | 3 | 2 | 0 | 1 | 5  | 3  | +2 | 6  | Avanzamento al secondo turno |  |     |     | 2-0 | 1–0 |
| 2   | União Madeira | 3 | 1 | 1 | 1 | 4  | 4  | 0  | 4  | Avanzamento al secondo turno |  | 3-2 |     |     |     |
| 3   | Desp. Aves    | 3 | 1 | 1 | 1 | 1  | 2  | -1 | 4  |                              |  |     | 0-0 |     |     |
| 4   | Oliveirense   | 3 | 1 | 0 | 2 | 2  | 3  | −1 | 3  |                              |  | 2-1 | 0-1 |     |     |

## Secondo turno
Gli incontri d'andata si sono giocati l'8, il 9, il 26 e il 27 ottobre, mentre i match di ritorno il 9, il 12 e il 13 novembre 2011.
| Squadra 1     | Totale        | Squadra 2       | Andata | Ritorno |
| ------------- | ------------- | --------------- | ------ | ------- |
| União Madeira | 2–5           | Marítimo        | 2 - 3  | 0 - 2   |
| Penafiel      | 2–1           | Académica       | 1 - 1  | 1 - 0   |
| Santa Clara   | 3–2           | União Leiria    | 3 - 1  | 0 - 1   |
| Naval         | 3–4           | Vitória Setúbal | 1 - 2  | 2 - 2   |
| Moreirense    | 4–3           | Beira-Mar       | 2 - 2  | 2 - 1   |
| Portimonense  | 2–2 (5-4 dtr) | Feirense        | 1 - 0  | 1 - 2   |
| Estoril Praia | 4–3           | Olhanense       | 4 - 3  | 0 - 0   |
| Belenenses    | 2–3           | Gil Vicente     | 2 - 1  | 0 - 2   |

## Terzo turno

### Gruppo A
| Pos | Squadra          | G | V | N | P | GF | GS | DG | Pt | Qualificazione              |
| --- | ---------------- | - | - | - | - | -- | -- | -- | -- | --------------------------- |
| 1   | Gil Vicente      | 3 | 2 | 1 | 0 | 4  | 2  | +2 | 7  | Avanzamento alle semifinali |
| 2   | Moreirense       | 3 | 1 | 1 | 1 | 3  | 3  | 0  | 4  |                             |
| 3   | Sporting Lisbona | 3 | 0 | 2 | 1 | 2  | 3  | -1 | 2  |                             |
| 4   | Rio Ave          | 3 | 0 | 2 | 1 | 2  | 3  | −1 | 2  |                             |

### Gruppo B
| Pos | Squadra           | G | V | N | P | GF | GS | DG | Pt | Qualificazione              |
| --- | ----------------- | - | - | - | - | -- | -- | -- | -- | --------------------------- |
| 1   | Benfica           | 3 | 3 | 0 | 0 | 9  | 1  | +8 | 9  | Avanzamento alle semifinali |
| 2   | Marítimo          | 3 | 2 | 0 | 1 | 4  | 3  | +1 | 6  |                             |
| 3   | Santa Clara       | 3 | 1 | 0 | 2 | 1  | 4  | -3 | 3  |                             |
| 4   | Vitória Guimarães | 3 | 0 | 0 | 3 | 1  | 7  | −6 | 0  |                             |

### Gruppo C
| Pos | Squadra      | G | V | N | P | GF | GS | DG | Pt | Qualificazione              |
| --- | ------------ | - | - | - | - | -- | -- | -- | -- | --------------------------- |
| 1   | Braga        | 3 | 3 | 0 | 0 | 5  | 1  | +4 | 9  | Avanzamento alle semifinali |
| 2   | Nacional     | 3 | 1 | 1 | 1 | 3  | 3  | 0  | 4  |                             |
| 3   | Penafiel     | 3 | 1 | 0 | 2 | 2  | 4  | -2 | 3  |                             |
| 4   | Portimonense | 3 | 0 | 1 | 2 | 0  | 2  | −2 | 1  |                             |

### Gruppo D
| Pos | Squadra         | G | V | N | P | GF | GS | DG | Pt | Qualificazione              |
| --- | --------------- | - | - | - | - | -- | -- | -- | -- | --------------------------- |
| 1   | Porto           | 3 | 3 | 0 | 0 | 5  | 1  | +4 | 9  | Avanzamento alle semifinali |
| 2   | Paços Ferreira  | 3 | 2 | 0 | 1 | 3  | 2  | +1 | 6  |                             |
| 3   | Vitória Setúbal | 3 | 1 | 0 | 2 | 3  | 4  | -1 | 3  |                             |
| 4   | Estoril Praia   | 3 | 0 | 0 | 3 | 1  | 6  | −5 | 0  |                             |

## Semifinali
| Squadra 1   | Risultato     | Squadra 2 |
| ----------- | ------------- | --------- |
| Gil Vicente | 2–2 (4-2 dtr) | Braga     |
| Benfica     | 3-2           | Porto     |

### Semifinali
| Arbitro: | Artur Soares Dias |

|                                   |           |                         |
| Pereira 4’ Nolito 43’ Cardozo 77’ | Marcatori | 8’ González 17’ Mangala |

| Arbitro: | Hugo Miguel |

|                             |                      |                            |
| Viera 16’ Caiçara 89’       | Marcatori            | 25’ Lima 31’ Barbosa       |
| Vilela Cláudio Galo Caiçara | Tiri di rigore 4 – 2 | Lima Custódio Barbosa Ukra |

## Finale
| Arbitro: | Jorge Sousa |

|                         |           |             |
| Rodrigo 30’ Saviola 84’ | Marcatori | 78’ Zé Luís |

| - | Benfica | Gil Vicente |

### Formazioni
| Benfica         |    |                  |     |     |
|                 |    |                  |     |     |
| P               | 47 | Eduardo          |     |     |
| TD              | 14 | Maxi Pereira (c) |     |     |
| DC              | 33 | Jardel           |     |     |
| DC              | 24 | Ezequiel Garay   |     |     |
| LB              | 38 | Joan Capdevila   |     |     |
| CEN             | 21 | Nemanja Matić    |     |     |
| CC              | 28 | Axel Witsel      |     |     |
| CS              | 8  | Bruno César      | 86’ |     |
| TRQ             | 10 | Pablo Aimar      | 62’ |     |
| CD              | 19 | Rodrigo          | 82’ |     |
| ATT             | 16 | Nélson Oliveira  | 45’ |     |
| A disposizione: |    |                  |     |     |
| P               | 1  | Artur            |     |     |
| D               | 3  | Emerson          |     |     |
| C               | 6  | Javi García      |     |     |
| C               | 20 | Nicolás Gaitán   | 81’ | 45’ |
| A               | 7  | Óscar Cardozo    | 62’ |     |
| A               | 9  | Nolito           |     |     |
| A               | 30 | Javier Saviola   | 86’ | 82’ |
| Allenatore:     |    |                  |     |     |
| Jorge Jesus     |    |                  |     |     |

| Gil Vicente     |    |                  |     |     |
|                 |    |                  |     |     |
| P               | 1  | Adriano Facchini |     |     |
| TD              | 2  | Rodrigo Galo     |     |     |
| DC              | 44 | Cláudio          | 85’ |     |
| DC              | 54 | Halisson         |     |     |
| LB              | 80 | Júnior Caiçara   |     |     |
| CEN             | 10 | André Cunha (c)  |     |     |
| CC              | 25 | César Peixoto    |     |     |
| CS              | 66 | Luís Manuel      | 50’ | 56’ |
| TRQ             | 58 | Luís Carlos      | 67’ |     |
| CD              | 70 | Hugo Vieira      |     |     |
| ATT             | 89 | Richard          | 76’ |     |
| A disposizione: |    |                  |     |     |
| P               | 21 | Jorge Baptista   |     |     |
| D               | 16 | Paulão           |     |     |
| C               | 20 | Éder             |     |     |
| C               | 40 | Guilherme        | 67’ |     |
| A               | 77 | João Vilela      | 76’ |     |
| A               | 9  | Tó Barbosa       |     |     |
| A               | 99 | Zé Luís          | 56’ | 56’ |
| Allenatore:     |    |                  |     |     |
| Paulo Alves     |    |                  |     |     |